# Junta Organitzadora del Partit Liberal Mexicà
La Junta Organitzadora del Partit Liberal Mexicà fou una iniciativa política constituïda en San Luis, Missouri, el 28 de setembre de 1905 amb la finalitat de convocar i organitzar tota oposició a la dictadura de Porfirio Díaz a través del Partit Liberal Mexicà. Des de 1905 fins a la seua supressió el 1918, la Junta va estar composta per un grup compacte de persones lligat a l'edició del periòdic Regeneración convertit en el seu òrgan de difusió oficial.
Fundaren la Junta en 1905, Ricardo Flores Magón, president; Juan Sarabia, vicepresident; Antonio I. Villarreal, secretari; Enrique Flores Magón, tresorer; Librado Rivera, primer vocal; Manuel Sarbia, segon vocal; Rosalío Bustamante, tercer vocal. Més tard ocuparen càrrecs a la Junta, Práxedis G. Guerrero, segon secretari; Anselmo L. Figueroa i Antonio de Pío Araujo.

## Orientació revolucionaria

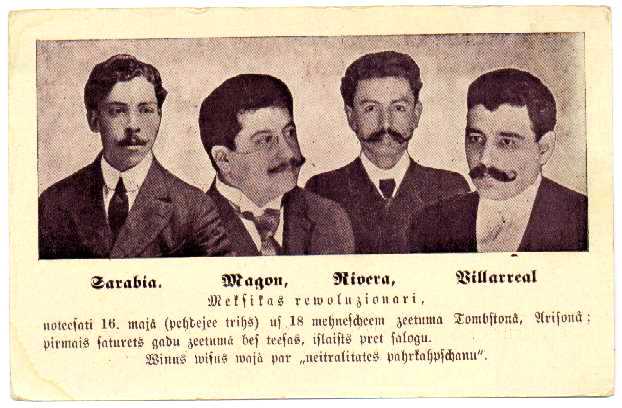
Postal de suport als presos de la Junta, 1907.

En l'1 de juliol de 1906 la Junta publicà el Manifest i Programa del Partit Liberal Mexicà que condensava les aspiracions polítiques i socials de la Revolta del 16 de setembre contra en govern de Porfirio Díaz eixe mateix any. El Programa del PLM, si bé va ser obra de les aportacions que moltes persones enviaren a la Junta, la redacció final va estar a càrrec de Juan Sarabia. El programa ho signaren tots els fundadors, excepte Rosalío Bustamante.

## Orientació anarquista
Si bé en major o menor amidada els integrants de la Junta havien tingut contacte amb literatura anarquista des d'anys arrere, no tots consideraven les idees àcrates com una opció viable. No obstant això el fracàs de la revolta de 1906. Les postures ideològiques a l'interior de la Junta es van polaritzar.
Durant la preparació de la Revolta del 25 de juny de 1908, amb la Junta amb l'establida en Los Angeles, Califòrnia; Ricardo Flores Magón i Lliurat Rivera, ambdós presos, Enrique Flores Magón i *Práxedis G. Guerrero, en llibertat, van pactar en secret orientar el moviment del PLM cap a el comunisme anàrquic i relegar dels seus càrrecs a Villarreal i a Manuel Sarabia considerats reformistes; Juan Sarabia, llavors pres en San Juan de Ulúa, era considerat part del grup anarquista.
Práxedis G. Guerrero morí en Chihuahua durant l'atac del PLM al poble de Janos el 30 de desembre de 1910. En aquells dies Anselmo L. Figueroa i Antonio de Pío Araujo ja s'havien integrat a les tasques organitzatives de la Junta i l'edició de Regeneración en Los Ángeles.
Villareal i Manuel Sarabia abandonaren el PLM per a donar suport a Francisco I. Madero quan aquest signà els Tractats de Ciutat Juárez el 21 de maig de 1911 amb el govern federal, que pactava la renúncia de Díaz, l'interinat de Francisco León de l'Embarra i la fi de les hostilitats. La Junta a Los Ángeles va desconèixer els tractats i va continuar amb les activitats guerrilleres.
Juan Sarabia fou alliberat i s'uní també a Madero. Los Sarabia, Villarreal i Jesús Flores Magón, constituïren a la Ciutat de Mèxic la Junta Reorganitzadora del Partit Liberal Mexicà, editaren alguns números d'un periòdic també anomenat Regeneración i es van partionar de la Junta Anarquista de Los Ángeles per donar suport a Madero.

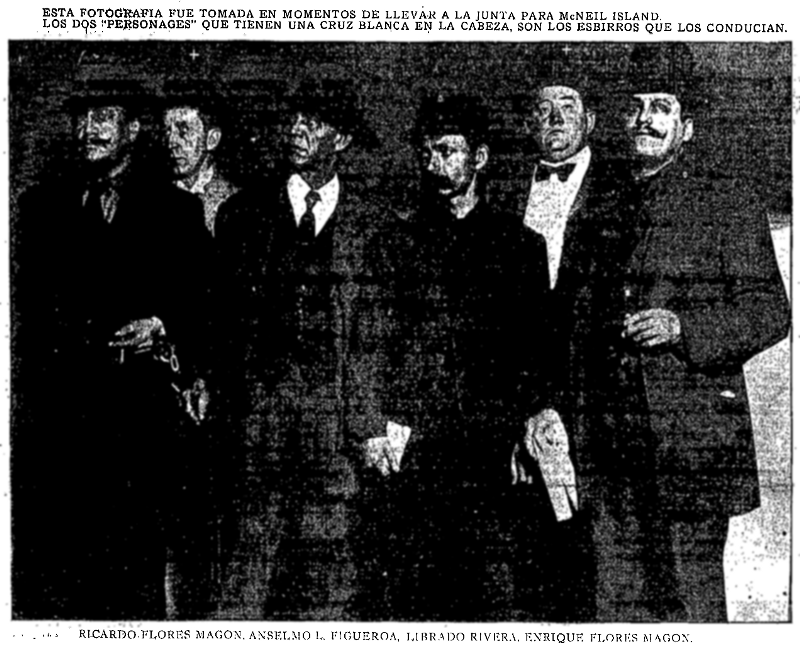
La Junta Organitzadora conduïda a la presó de McNeil Island, 1913.

Per a distingir els motius i les aspiracion de la revolució social que llavors es vivia en Mèxic, Ricardo Flores Magón, Librado Rivera, Anselmo L. Figueroa i Enrique Flores Magón exposaren una postura obertament anarcocomunista a través del Manifest del 23 de setembre de 1911, el qual cridava als obrers i camperols a expropiar la Terra i els mitjans de producció, declarant la guerra a tota Autoritat, Clergat i Capital.